# Sven Hultberg
Sven Wilhelm Hultberg, född 15 maj 1907 i Stora Hammars socken, död 24 april 1965 i Djursholm, var en svensk läkare.
Sven Hultberg var son till stationsföreståndaren Carl-Otto Hultberg. Efter studentexamen vid Malmö högre allmänna läroverk 1926 blev han student vid Lunds universitet, 1930 medicine kandidat och 1935 medicine lektor där och därefter 1937 amanuens och extraordinarie läkare vid Röntgendiagnostiska avdelningen vid Lunds lasarett. Hultberg var 1938-1943 underläkare vid konung Gustaf V:s jubileumsklinik i Lund och blev därefter 1943 tillförordnad biträdande läkare vid Radiumhemmet i Stockholm. Han blev 1944 medicine doktor vid Lunds universitet och 1950 docent i radioterapi vid Karolinska institutet. Hultberg var från 1953 överläkare vid Radiumhemmet och professor i radioterapi vid Karolinska institutet. Han var även ledamot av forskningsnämnden för Konung Gustaf V:s Jubileumsfond från 1953 och sekreterare där från 1957. 1953 blev han sekreterare vid Cancerfonden.